# 481
481 (CDLXXXI) je bilo navadno leto, ki se je po julijanskem koledarju začelo na četrtek.

## Dogodki
- 1. januar

## Smrti
- Hilderik I., kralj Salijskih Frankov (* okoli 440)